# 時國益夫
時國 益夫（ときくに ますお、1893年（明治26年）3月23日 - 1989年（平成元年）9月1日）は、日本の実業家、技術者。キリンビール代表取締役社長や、同社代表取締役会長を務めた。

## 人物・来歴
第四高等学校を経て、1917年東京帝国大学工学部応用化学科卒業、キリンビール入社。1933年仙台工場長。1940年取締役。1942年取締役横浜工場長。1943年監査役。1946年監査役兼企業部長。1951年取締役。1953年常務取締役。1956年常務取締役製造部長。1958年専務取締役。1966年から代表取締役社長を務め、創業家として長年君臨した磯野長蔵亡きあとの経営を担い、ラガービールの品質本位路線などを進めた。1967年勲三等瑞宝章受章。1969年代表取締役会長。1972年第7回食品産業功労賞（技術部門）受賞。

## 親族
- 妻のツルヱは貴族院議員江口定条の三女[7]。父は岩倉村長や石川県農工銀行取締役を務めた多額納税者・時國甫太郎[8]。広島高裁長官の時國康夫は長男[9]。